# Август Залески
Август (Ау̀густ) Залѐски, герб Любич (на полски: August Zaleski) е полски политик и дипломат, шарже д'афер в Швейцария (1918 – 1919), посланик в Гърция (1920 – 1921), посланик в Италия (1922 – 1926), министър на външните работи (1926 – 1932, 1939 – 1941), президент на Полша в изгнание (1947 – 1972).

## Биография

### Ранни години и образование
Август Залески е роден на 13 септември 1883 година във Варшава, по това време в границите на Руската империя, в шляхтишкото семейство на Анна (с родово име Шидловска) и Шченсни Залески, герб Любич. Баща му е собственик на имение в Стодулец, близо до Бар в днешна Украйна. През 1902 година Август завършва руската гимназия във варшавския квартал Прага, след което се записва в Юридическия факултет на Варшавския университет. В 1905 година руските власти затварят университета. На следващата година Август заминава за Великобритания, където постъпва като студент в Лондонското училище по икономика и политически науки. Там учи история на икономиката.

### В годините на Първата световна война
През 1912 година започва работа в библиотека „Крашински“ в родния си град. След избухването на Първата световна война две години по-късно, Залески се насочва към политиката. Участва в дейността на Лигата на полската държавност – анти-руска група бореща се за възстановяване на полската държава. През март 1915 година пристига в Англия, в качеството си на емисар на Лигата. От април 1917 година започва да издава списание „Полиш Ревю“ (на английски: Polish Review). Избран е за председател на Polish Information Committee. Също така успява да организира курс по полски език в Кингс Колидж, благодарение на финансовата подкрепа от страна на Александер Лебницки и Юзеф Витенберг.

### Дипломатическа и политическа кариера
В 1918 година заминава за Швейцария, където за кратък период от време изпълнява функциите на ръководител на дипломатическата мисия на възстановената полска държава. След 11 ноември новият външен министър Игнаци Ян Падеревски го назначава шарже д'афер на Полша в Швейцария. През февруари 1919 година е част от полската делегация на Парижката мирната конференция. Лятото на същата година се завръща в Полша и е назначен за ръководител на отдел във външно министерство.
През 1920 година Август се жени за Евелина Коморовска. Двамата не успяват да се сдобият с деца. Малко след сватбата Залески е изпратен като посланик в Гърция, където престоява до началото на 1921 година. След завръщането си в Полша оглавява като директор политическия департамент на външно министерство. От 1922 до 1926 година е посланик в Италия. Няколко месеца след пристигането си в Рим властта е взета от фашистката партия на Бенито Мусолини. Залески поддържа добри отношения с новата власт, но не симпатизира на идеологията и. През 1926 година му е предложено да замине като посланик в Япония. Отказва това назначение заради лошите си отношения с външния министър Александер Скшински.
След организирания от Юзеф Пилсудски преврат от 12 – 15 май 1926 година Залески е назначен за външен министър.